# KSZO Ostrowiec Świętokrzyski (piłka nożna)
Klub Sportowy Zakładów Ostrowieckich 1929 Ostrowiec Świętokrzyski (KSZO 1929 Ostrowiec Świętokrzyski) – polski klub piłkarski z Ostrowca Świętokrzyskiego. Powstał w 1929, z rozgrywek II ligi wycofał się w trakcie sezonu 2011/2012. Występujący obecnie w III lidze, gr. IV.
Przez trzy sezony KSZO Ostrowiec Świętokrzyski występował w I lidze. W debiutanckim sezonie 1997/1998 zajął w tych rozgrywkach 17. miejsce (spadkowe), wygrywając sześć z 34 meczów. W sezonie 2001/2002 uplasował się na piątej pozycji w grupie spadkowej (wcześniej na szóstym w grupie A); utrzymanie zapewnił sobie dzięki zwycięstwu w dwumeczu barażowym z Górnikiem Łęczna (1:0, 2:1). W sezonie 2002/2003 zajął 15. miejsce (spadkowe), przegrywając wszystkie mecze w rundzie wiosennej. Najwyższe zwycięstwo w I lidze KSZO odniósł 25 sierpnia 2001, pokonując 3:0 Widzew Łódź; najwyższą porażkę poniósł zaś 12 kwietnia 2003, przegrywając 0:6 z Legią Warszawa.
Łącznie w I lidze KSZO rozegrał 92 mecze – 18 wygrał, 17 zremisował, a 57 przegrał (bilans bramkowy: 73–147). W tabeli wszech czasów najwyższej polskiej klasy rozgrywkowej znajduje się na 59. miejscu.
Po rundzie jesiennej sezonu 2003/2004 klub został wycofany z rozgrywek II ligi, a jego wyniki anulowane. Do Ostrowca Świętokrzyskiego sprowadzony został wówczas klub Stasiak Opoczno (zarejestrowany w Łódzkim ZPN), na bazie którego w 2004 reaktywowano KSZO.
W 2011 powstał w Ostrowcu Świętokrzyskim na bazie Jandaru Bodzechów drugi, niezależny od KSZO klub piłkarski pod nazwą KSZO 1929 Ostrowiec Świętokrzyski. Przejął on barwy i herb KSZO oraz zaplecze sportowe.  Przystąpił do rozgrywek klasy okręgowej, uzyskując w ciągu dwóch następnych lat awans do III ligi małopolsko-świętokrzyskiej.
W klubie piłkarską karierę rozpoczynali przyszli reprezentanci Polski: Andrzej Kobylański, Mariusz Jop, Rafał Lasocki i Kamil Kosowski. W KSZO występowali nadto: Jacek Berensztajn, Tomasz Ciesielski, Wahan Geworgian, Janusz Jojko, Marcin Kaczmarek, Paweł Kaczorowski, Dariusz Pietrasiak, Łukasz Trałka i Zbigniew Wyciszkiewicz oraz Sékou Oumar Dramé, Vytautas Karvelis i Armands Zeiberliņš. W klubie grał również wielokrotny reprezentant Polski w Futsal i mulimedalista Paweł Budniak.

## Historia
Skrótowiec KSZO oznacza Klub Sportowy Zakładów Ostrowieckich. Założony w 1929 roku. W latach 1949–1956 występował pod nazwą Stal Ostrowiec. 28 stycznia 2004 roku klub został postawiony w stan likwidacji i jeszcze w lutym tego samego roku reaktywowany na bazie Stasiaka Opoczno (99% udziałów – Mirosław Stasiak, 1% – Ceramika Opoczno). Przez trzy sezony występował w ekstraklasie (1997/9898 i 2001-2003) i ponad 10 sezonów na drugim poziomie ligowych rozgrywek piłkarskich (1995-1997, 1998-2001, runda jesienna sezonu 2003/2004, 2004-2007 i od 2009 roku do sezonu 2010/2011). W dniu 4 września 2007 roku 99% akcji przejął Zbigniew Grombka.

### Okres do wybuchu II wojny światowej
W 1929 roku piłkarze KSZO po raz pierwszy wystartowali w rozgrywkach o Puchar Klubów Fabrycznych Centralnego Okręgu Przemysłowego. Występy w systemie ligowym piłkarze z Ostrowca rozpoczęli w 1932 roku od startów w rozgrywkach klasy C.
W 1931 roku zbudowano stadion znajdujący się przy ul. Świętokrzyskiej 11.
W 1932 roku piłkarze KSZO awansowali do klasy B. Po dwóch latach występów w klasie B, w 1934 roku zespół z Ostrowca przesunął się do wyższej klasy rozgrywek - ligi okręgowej.
W popularnych przed wojną rozgrywkach o Puchar Klubów Fabrycznych, w których brały udział drużyny m.in.: Prochu Pionki, SKS Starachowice, Granatu Skarżysko, KS Stalowa Wola i KSZO, piłkarze z Ostrowca zajęli w 1936 roku pierwsze miejsce.

### Okres II wojny światowej
Gdy do miasta wkroczyły wojska hitlerowskie, władze okupacyjne zakazały uprawiania sportu. Spowodowało to również zawieszenie działalności klubu. Obiekty sportowe KSZO przekazano do użytkowania Wehrmachtowi i ludności niemieckiej.
Wielu członków Klubu Sportowego Zakładów Ostrowieckich, poległo w trakcie wojny i okupacji. Ich pamięć uczczono odsłonięciem w 1959 roku, specjalnej tablicy wmurowanej w ścianę klubowych obiektów sportowych.
Jakkolwiek w tym okresie nie zaniknęła zupełnie działalność sportowa, gdyż sporadycznie organizowano potajemnie mecze zawodników ze Skarżyska, Ostrowca i Starachowic. M.in. nad rzeką Kamienną w okolicach Ćmielowa rozegrany został mecz między Skarżyskiem a Ćmielowem. Ćmielów odniósł zwycięstwo 16-1, a 15 goli strzelił żołnierz Armii Krajowej Henryk Czapczyk, zawodnik Lecha Poznań i późniejszy reprezentant Polski.

### Okres po II wojnie światowej
We wrześniu 1945 roku pierwszą sportową imprezą po wyzwoleniu był piłkarski mecz pomiędzy KSZO a kielecką Tęczą, w którym na własnym boisku zagrali m.in. Mieczysław Janiec, Stanisław Głowacki, Roman Tadeusz Wójtowicz, Zbigniew Kierysz, Czesław Artykiewicz, Jan Grabowski, Henryk Bartosz, Stefan Siejko, Bronisław Siemieniuch, Edmund Kamiński, Henryk Jedrzęjczyk. KSZO przegrał ten mecz 1:3. Po zakończeniu drugiej wojny światowej piłkarze KSZO przez szereg lat występowali w niższych klasach rozgrywek wojewódzkich.
W 1949 roku, wzorem stalinowsko-radzieckim, rozpoczęto w Polsce tworzenie zrzeszeń sportowych, a kluby w podległe im koła sportowe. 25 marca 1949 roku Klub Sportowy Zakładów Ostrowieckich został przemianowany na Koło Sportowe Stal i pod tą nazwą KSZO występował do 1956 roku. W 1950 roku Stal połączono z ostrowieckim klubem Związkowiec. Rolę trenera powierzono Wacławowi Krygielowi. Systematyczna praca trenera i zaangażowanie zawodników zaczęło przynosić efekty. Piłkarze wygrywali spotkania z Gwardią Kielce, Partyzantem i Unią Pionki. Kierownictwo sekcji objęli: Stanisław Kruszel i Zdzisław Pietrzykowski. W 1952 zespół uczestniczył w rozgrywkach pierwszej wojewódzkiej klasy wraz z Ogniwem Skarżysko, Spójnią Sandomierz, Unią Ćmielów i Kolejarzem Skarżysko. W barwach KSZO występowali m.in. kapitan zespołu Wiesław Walczak, Józef Mazurkiewicz, Stanisław Gromek, Tadeusz Rogowski, Tadeusz Zamilski, Wacław Lipicki, Henryk Bartosz, Ryszard Kosiarz, Jerzy Ćwik, Aleksander Zieliński, Bogusław Płatek, Ryszard Ziemian, Bogusław Rachlewicz, Józef Szewczyk, Marek Kunat, Stefan Sadrak, Jan Bielecki.
W 1953 roku zespół Stali zdobył Puchar Polski na szczeblu wojewódzkim i zakwalifikował się do I rundy Pucharu Polski szczebla centralnego, w którym przegrał 15 listopada z CWKS II Warszawa 1-8 (obecnie Legia).
W latach sześćdziesiątych KSZO był bliski awansu do drugiej ligi. Jednak mimo wielu utalentowanych piłkarzy, którzy grali w drużynie, KSZO przez kolejne lata nie stać było na grę w wyższej klasie rozgrywek, jak trzecia liga. Przez ten czas udało się jednak klubowi wychować co najmniej dwóch znakomitych piłkarzy: Jarosława Zająca (zdobywał później bramki w pierwszej lidze w barwach Stali Stalowa Wola) i Andrzeja Kobylańskiego. W 1959 roku do Ostrowca przyjechał 23 letni napastnik ŁTS Łabędy, Zdzisław Gałka, który wychował się i grał w jednej drużynie z samym Lucjanem Brychczym. Gałka miał wtedy kilka propozycji gry w ligowych klubach, ale bardzo się ucieszył, gdy przyjechali po niego właśnie działacze KSZO, gdyż chciał wrócić do rodzinnego miasta, z którego wcześniej wyprowadził się z rodzicami. Wraz z nim sprowadzono do Ostrowca innych piłkarzy: z Kraśnika Bogdana Drzazgę, z Lubania Śląskiego Aleksandra Zaranka i Jerzego Ociesę. W bramce występował Urbański ze Zgierza. W 1962 roku KSZO zdobył mistrzostwo okręgu kielecko-radomskiego i rozpoczął boje o II ligę. Pracę w klubie rozpoczął znakomity trener, Aleksander Kupcewicz. Często na treningi przychodził z dwójka synów, którzy grali nawet w trampkarzach KSZO. Młodszy, Janusz Kupcewicz kilkanaście lat później wywalczył brązowy medal MŚ w Hiszpanii w 1982 roku. Pomimo dobrej drużyny nie udało się wówczas awansować do II ligi.
Po nie udanej próbie awansu rozwiązano kontrakt z trenerem Kupcewiczem,  a w jego miejsce zatrudniono byłego reprezentanta Polski, Edwarda Brzozowskiego, ale efektów tej zmiany nie było. Jednak wtedy po raz pierwszy było głośniej o ostrowieckiej jedenastce.
KSZO nieźle radził sobie także na przełomie lat 60 XX w. i lat 70 XX w., kiedy dorosła już młodzież, wcześniej wychowująca się u boku przetransferowanych do Ostrowca Ślązaków i Krakusów. Marek Krajewski w meczach o II ligę jeszcze nie grał, ale w następnym sezonie już znalazł miejsce w pierwszej jedenastce hutników. Był bez wątpienia największym talentem i najlepszym piłkarzem lat 70 XX w. w regionie. Wygrywał plebiscyty na najlepszego piłkarza okręgu. I tak jak Piątkowski, bracia Tomczykowie, Matysiak nie wykorzystał w pełni swoich możliwości. Jako dziewiętnastoletni, zdolny piłkarz mógł grać w pierwszoligowej Gwardii Warszawa. Propozycję złożył mu bowiem, wyjeżdżający z Ostrowca, trener Brzozowski. Ostatecznie zawodnik wylądował w zespole Resovii. Tylko w jednej rundzie pojedynków w III lidze strzelił 18 bramek. Po odsłużeniu ZSW upomnieli się o niego działacze Stali Rzeszów, którzy zaproponowali mu grę u boku Jana Domarskiego, ale dzisiejszy trener juniorów postanowił wrócić do Ostrowca. Już w pierwszym meczu ligowym w barwach KSZO strzelił Wisłoce 3 bramki.
Dobry okres gry KSZO przypada na koniec lat 60 XX w. W 1966 roku utworzone zostały w kraju cztery centralne grupy III ligi. Rok później po zdobyciu mistrzostwa okręgu kielecko-radomskiego, hutnicy awansowali i znaleźli się wśród czołowych zespołów. Występowali w grupie śląskiej i grali z tak renomowanymi zespołami jak Raków Częstochowa, Stal Mielec, Górnik Wojkowice, Górnik Wesoła, czy Wisłoka Dębica. Wtedy miała miejsce eksplozja talentów wychowanków. Przy boku przyjezdnych piłkarzy wyrośli m.in. bracia Tomczykowie, Zdzisław Piątkowski, Andrzej Matysiak, Zdzisław Syropiatko i Jerzy Kolatorowicz. Zdzisław Gałka strzelił w meczach o II ligę aż 6 bramek. Obok niego jednym z najmocniejszych punktów drużyny był sprowadzony z Garbarni Kraków, Zdzisław Pieprzyk. Był on dla trenerów i kibiców wzorem nowoczesnego piłkarze. Był zawodnikiem uniwersalnym. Wychowany na krakowskich Błoniach prezentował nienaganna technikę. Umiał mocno i dokładnie strzelić z dystansu lub kilkudziesięciometrowym podaniem otworzyć napastnikowi drogę do bramki.
Najbardziej spektakularny był jednak w tym czasie mecz KSZO z narodową reprezentacją młodzieżową, która do Ostrowca Świętokrzyskiego przyjechała w składzie ze zdobywcami brązowego medalu na ME w Portugalii, m.in. z Szołtysikiem, Musiałkiem, Cebulą i Rewilakiem. KSZO pokonał reprezentację 2:0, a dwie wspaniałe bramki strzelił Zdzisław Pieprzyk. Marek Krajewski w tym meczu wyłączył z gry samego Szołtysika. Sztuka ta nie udawała się później wielu na XX Letnich IO w Monachium, z których wrócili ze złotym medalem. Nie do przejścia była defensywa z Kołodziejskim, Piątkowskim, Tomczykiem, Matysiakiem i Bartosem. W 1970 roku Krajewski przeniósł się do Staru Starachowice, który akurat wywalczył awans do II ligi.
Lata 80 XX w. to okres regresu. W innych ośrodkach powstawały szkółki piłkarskie, pojawiali się zarządcy, którzy profesjonalnie prowadzili zespoły. W Ostrowcu brakowało ambicji i działaczy z prawdziwego zdarzenia. Nie wykorzystano możliwości, jakie stwarzała inwestycja Nowego Zakładu, nie rozbudowano bazy sportowej. Jaśniejszym punktem działalności sekcji było wychowanie dwóch piłkarzy – Andrzeja Kobylańskiego i Jarosława Zająca, który grał i strzelał bramki w I lidze. Kapitalnie na Spartakiadzie Młodzieży spisali się w 1982 roku juniorzy KSZO zajmując czwarte miejsce w Polsce. W eliminacjach spartakiadowych zespół grał w grupie z ŁKS, Wisłoką i Narwią Ostrołęka. KSZO pokonał ŁKS, w bramce którego bronił Robakiewicz 2:0, Narew 2:1, a z Wisłoką zremisował 4:4. W półfinale spartakiady klub przegrał jednak po dogrywce (w regulaminowym czasie 4:4) i dramatycznych rzutach karnych z klubem Polonia Leszno, a w meczu o III miejsce w Zielonej Górze uległ Stali Stocznia Szczecin 1:2.
Ekipę juniorów KSZO reprezentowali wówczas m.in. Krzysztof Słomka, Jarosław Wrona, Tadeusz Słomka, Robert Farys, Dariusz Karwacki, Artur Ścibor, Edmund Gospodarczyk, Mariusz Rachlewicz, Jarosław Zając, Ireneusz Żelazowski. Trenerem zespołu był Włodzimierz Dryas, a kierownikiem Jan Łojek. Nikt w sekcji nie potrafił jednak, z wyjątkiem Karwackiego, który doprowadził zespół do I ligi i Wrony, przełożyć juniorskie sukcesy na grę w pierwszym zespole. Zmarnowano talenty. O braku profesjonalizmu i piłkarskiego nosa ówczesnych władz klubu niech świadczy chociażby transfer Andrzej Kobylańskiego do tarnobrzeskiej Siarki. Gdyby wtedy działacze zastrzegli w klauzuli transferowej ewentualne wpływy z dalszych transferów Kobylańskiego, KSZO – po tym jak zawodnik został, po udanej olimpiadzie w Barcelonie, przetransferowany przez trenera Janusza Gałka do 1. FC Köln – byłby zamożnym klubem. Wcześniej klub wychował także Mariana Lachowicza, który bronił w warszawskiej Legii. W Ostrowcu Świętokrzyskim pierwsze kroki stawiało wielu piłkarzy, którzy później odnosili sukcesy w II lidze. Zawsze jednak, mimo uzdolnionej młodzieży brakowało fachowego zarządu w sekcji.

### Okres po 1989 roku

#### Lata świetności

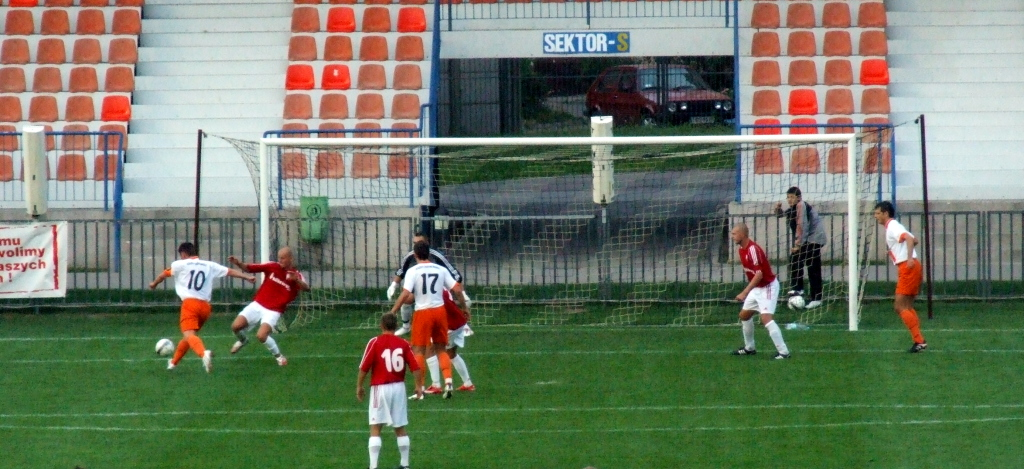
Tomasz Żelazowski w ataku na bramkę rywali

Z początkiem ostatniej dekady XX wieku Huta Ostrowiec bardzo mocno zaangażowała się w finansowanie klubu. Zatrudniono ukraińskiego szkoleniowca Witalija Kwarcianego, który sprowadził zza wschodniej granicy takich piłkarzy jak Pawłow, Haszczyn, Biłozerski czy Zeiberliņš. Co więcej doskonale wkomponował w drużynę młodych zawodników, którzy rekrutowali się z organizowanych pod koniec lat 80 XX w. rozgrywek szkolnej ligi, m.in. Rafała Lasockiego, Marcina Wróbla, Roberta Cieciurę, Tomasza Dymanowskiego, Grzegorza Sejdzińskiego. Po rundzie jesiennej 1992 roku KSZO był liderem III ligi, jednak runda wiosenna była słabsza w wykonaniu piłkarzy ze Świętokrzyskiej i zespół jeszcze nie awansował do II ligi. Następnie trenerem został Janusz Batugowski, a do drużyny sprowadzono m.in. Tomasza Żelazowskiego, Dariusza Brytana, Marka Grabę czy Sławomira Adamusa. Zaowocowało to już w 1995 roku awansem do II ligi. Natomiast już w drugim sezonie (sezon 1996/1997) gry na zapleczu ekstraklasy piłkarze KSZO pod wodzą trenera Czesława Palika zajęli 2. miejsce tym samym zapewniając sobie awans do najwyższej klasy rozgrywkowej.
Debiut  KSZO w rozgrywkach ekstraklasy nastąpił 9 sierpnia 1997 roku meczem u siebie z Lechem Poznań, który z trybun oglądało 13 000 widzów. Klub zasłynął w całej Polsce dzięki wspaniałemu dopingowi kibiców i bardzo wysokiej frekwencji. W tym sezonie mecze w Ostrowcu oglądało średnio 8941 osób, co było najwyższą średnią frekwencją spośród wszystkich klubów pierwszoligowych. Dla porównania mecze Łódzkiego KS, który wtedy zdobył Mistrzostwo Polski oglądało średnio 6265 osób, a Legii 5882. Bardzo dobre spotkania rozgrywali późniejsi reprezentanci Polski Mariusz Jop i Paweł Kaczorowski, a zespół zasilił doświadczony Janusz Jojko. Jednakże KSZO zakończył ten sezon, z dorobkiem 24 punktów, na 17. miejscu i spadł do II ligi.
Przez kolejne trzy sezony zespół walczył o powrót do ekstraklasy plasując się zawsze w czołówce II ligi. A w sezonie 2000/2001 drużyna, którą prowadził trener Krzysztof Tochel, zajęła 2. miejsce i ponownie awansowała do I ligi. W sezonie 2001/2002 KSZO uplasował się na 5. pozycji w grupie spadkowej i w barażach o pozostanie w Ekstraklasie pokonał Górnika Łęczna.

#### Upadek i reaktywacja
Po udanym finiszu rozgrywek i utrzymaniu się w Ekstraklasie kolejny sezon, czyli 2002/2003 miał przynieść klubowi pewne miejsce wśród najlepszych drużyn w kraju. KSZO znakomicie rozpoczął rundę jesienną i przez niektórych komentatorów zaczął uważany być za czarnego konia rozgrywek. Jednak od połowy rundy drużyna zaczęła grać gorzej. Jednocześnie dochodziły coraz wyraźniejsze sygnały o kłopotach finansowych klubu i konflikcie między piłkarzami a zarządem. Apogeum konfliktu przypadło na przerwę zimową, kiedy to większość zawodników podstawowego składu odmówiła gry. Zdarzenie to otrzymało miano afery grypowej, gdyż piłkarze zasłaniali się zwolnieniami lekarskimi. Zarząd nie doszedł do porozumienia z zawodnikami i klub tuż przed rozpoczęciem rundy wiosennej został bez pieniędzy i piłkarzy. Naprędce zebrano nowy skład oparty głównie na juniorach i zawodnikach z niższych lig, jednakże nowy zespół odstawał znacząco od poziomu prezentowanego przez inne kluby ekstraklasy. KSZO przegrał wszystkie mecze rundy wiosennej i ostatecznie ukończył sezon 2002/2003 na 15. miejscu i spadł do II ligi.

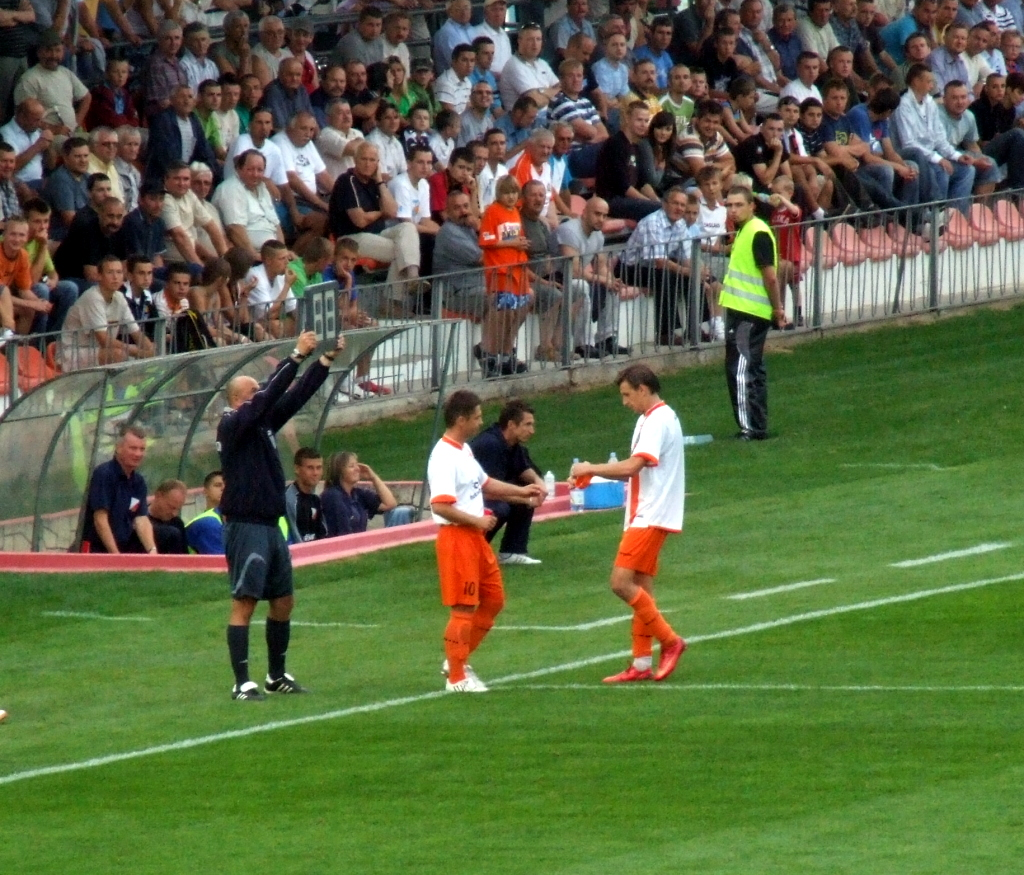
Tomasz Żelazowski i Krystian Kanarski

Sezon 2003/2004 klub rozpoczął z ogromnymi długami, co zaowocowało likwidacją Stowarzyszenia Piłki Nożnej KSZO po zakończeniu rundy jesiennej. Wniosek ten został przegłosowany na Nadzwyczajnym Zgromadzeniu Członków SPN KSZO 28 stycznia 2004 roku, a cały dorobek SPN KSZO (puchary, dyplomy, logo, hymn) przekazano MKS KSZO-Junior Ostrowiec Świętokrzyski. W lutym 2004 właściciel II-ligowego Stasiaka Opoczno – Mirosław Stasiak podjął decyzję o przeniesieniu klubu do Ostrowca. Do końca sezonu 2003/04 drużyna rozgrywała mecze "domowe" w Ostrowcu Świętokrzyskim, występując formalnie pod dotychczasową nazwą. Natomiast dla celów marketingowych używano nazwy Stasiak KSZO Celsa Ostrowiec Świętokrzyski, zawierającą nazwę nowego sponsora – hiszpańskiego koncernu Celsa, właściciela Huty Ostrowiec.
18 czerwca 2004 roku Nadzwyczajne Walne Zgromadzenie Stasiak Opoczno SSA podjęło uchwałę o przeniesieniu siedziby spółki do Ostrowca Świętokrzyskiego. 27 sierpnia zmieniona nazwę spółki na KSZO Celsa Ostrowiec Świętokrzyski, by ostatecznie w październiku zmienić ją na KSZO SSA. Sezon 2004/2005 KSZO zakończył na 10. miejscu w II lidze. Sezon ten przyniósł również pierwsze protesty kibiców wobec działań Mirosława Stasiaka, którego podejrzewali o sprzedawanie meczów. W kolejnym sezonie KSZO znów zajął miejsce w środku tabeli, tym razem 9., ale po rundzie jesiennej miał tylko dwa punkty straty do lidera, co jeszcze bardziej wzmogło podejrzenia wobec prezesa.

#### Degradacja
6 lipca 2006 Wydział Dyscypliny PZPN w związku z aferą korupcyjną w polskiej piłce nożnej wobec menedżera klubu Mariusza Łaskiego zastosował środki zapobiegawcze w postaci zawieszenia.
20 września 2006 zatrzymano właściciela i prezesa KSZO Mirosława Stasiaka. Postawiono mu zarzuty korupcji w sporcie oraz wręczania łapówek sędziom piłkarskim w zamian za korzystne wyniki meczów. Został zwolniony za kaucją w wysokości 40 tysięcy złotych. Według przewodniczącego Wydziału Dyscypliny PZPN Michała Tomczaka w związku z aferą korupcyjną Stasiakowi postawiono 30 zarzutów, z czego 21 dotyczy jego pracy w Ostrowcu.
22 lutego 2007 w konsekwencji prowadzonego przez Wydział VI ds. przestępczości zorganizowanej Prokuratury Okręgowej we Wrocławiu śledztwa w sprawie afery korupcyjnej w piłce nożnej i na podstawie przekazanych 20 lutego z prokuratury materiałów, Wydział Dyscypliny PZPN wszczął postępowanie dyscyplinarne wobec sześciu polskich klubów piłkarskich. Oprócz KSZO objęto nim grające w Orange Ekstraklasie zespoły Arki Gdynia i Górnika Łęczna oraz występujące w drugiej lidze Górnika Polkowice, Zawiszę Bydgoszcz SA i Podbeskidzie Bielsko-Biała.
Decyzją WD PZPN z 12 kwietnia 2007 roku za ustawienie wyników 16 spotkań, klub w sezonie 2007/2008 miał zostać zdegradowany "o jedną klasę rozgrywek" oraz musiał zapłacić karę 50 tysięcy złotych, a następny sezon rozpocząć z sześcioma punktami ujemnymi. 29 maja 2007 zarząd klubu złożył do Komisji Odwoławczej PZPN odwołanie od decyzji Wydziału Dyscypliny PZPN nakładającej na klub kary dyscyplinarne i finansową. Odwołanie zostało rozpatrzone 21 czerwca 2007 przez Związkowy Trybunał Piłkarski (organ według nowego statutu PZPN zastępujący w kompetencjach rozwiązaną Komisję Odwoławczą), który podjął decyzję o jego odrzuceniu z przyczyn formalnych, gdyż klub sam wystąpił do WD o dobrowolne poddanie się karze. Ponadto zdecydowano o podtrzymaniu wymierzonej przez WD kary dyscyplinarnej i podniesieniu kary finansowej do 70 tys. PLN. Od powyższego klub złożył odwołanie do Trybunału Arbitrażowego działającego przy Polskim Komitecie Olimpijskim. 17 października 2007 Trybunał Arbitrażowy rozpatrzył odwołania złożone przez Górnika Łęczna i KSZO Ostrowiec. W efekcie wszystkie kary orzeczone przez WD PZPN zostały utrzymane i degradacja do lll ligi stała się faktem.

#### Nowi właściciele

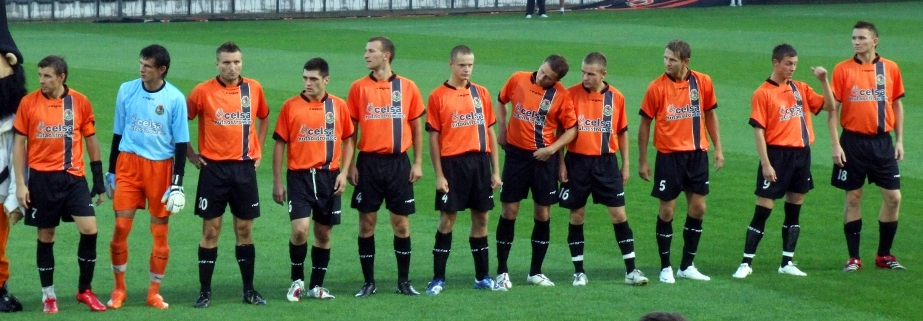
Piłkarze KSZO przed meczem z Sandecją Nowy Sącz, 3 września 2008 roku

4 września 2007 dotychczasowy właściciel klubu Mirosław Stasiak odsprzedał 99% akcji KSZO dyrektorowi i prezesowi klubu Zbigniewowi Grombce za sumę 4950 złotych.
20 lutego 2008 Zbigniew Grombka zbył swoje udziały niemiecko-szwajcarskiej firmie "Vöge" Wolfganga Vöge. Z tą firmą współpracują ściśle Zdzisław Kapka, Tadeusz Dąbrowski oraz Adam Mandziara. Nowym prezesem KSZO został Zdzisław Kapka, a dotychczasowy właściciel Zbigniew Grombka powrócił na swój poprzedni fotel dyrektora sportowego klubu. We wrześniu 2008 konsorcjum Vöge wycofało się ze sponsorowania klubu, a 27 listopada 2008 Kapka podał się do dymisji.
3 lutego 2009 Tadeusz Dąbrowski sprzedał 50% z posiadanych 59% akcji KSZO SSA grupie, która tworzą: Agencja Rozwoju Lokalnego (nabyła 5% akcji), lokalna telewizja Telkonet (10%) oraz ostrowieccy przedsiębiorcy Ryszard Wąsik (10%), Rafał Ostrowski (10%), Wojciech Cholewiński (10%) i Stanisław Cyran (5%). 11 lutego 2009 prezesem KSZO SSA został Marek Cichosz, który jednak w maju 2009 złożył rezygnację. Nowym prezesem od 19 maja jest Tomasz Frąk.

#### Upadek S.S.A. i utworzenie KSZO 1929

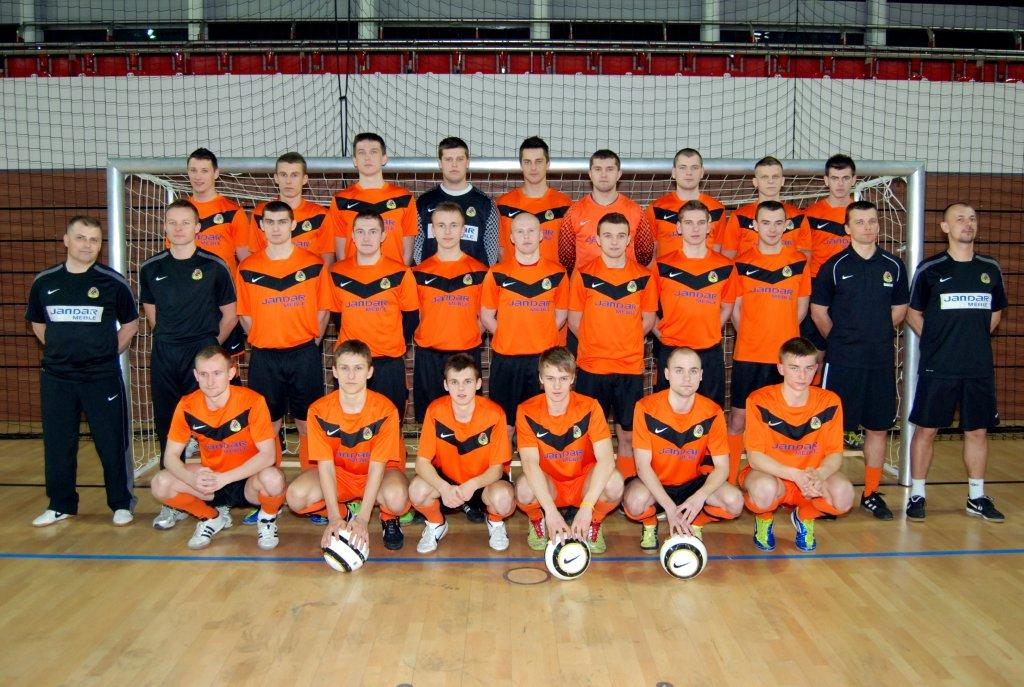
Skład KSZO 1929

W 2011 roku, KSZO S.S.A. wystartowało z pewnym opóźnieniem (oddanie dwóch pierwszych meczów walkowerem) w sezonie 2011/2012. To oznaczało, że klub nie może oddać kolejnego meczu, ponieważ zostanie zdegradowany o dwie klasy rozgrywkowe. Z powodów finansowych, organizacyjnych oraz z problemem wystawienia składu, mecz który miał się odbyć w połowie rundy jesiennej z Resovią Rzeszów, został znów oddany walkowerem. Piłkarze z powodu braku wypłat, powoli rozwiązywali kontrakty. Klub bez piłkarzy, kibiców, pieniędzy oraz chaosem jaki w nim panował, złożył wniosek o upadłość.
W tym samym czasie, w Ostrowcu powstała nowa drużyna, która przyjęła herb i barwy KS KSZO, KSZO 1929 Ostrowiec Świętokrzyski. Nowy klub porozumiał się z władzami MKS 'KSZO-Junior' Ostrowiec Świętokrzyski, w sprawie pozyskiwania piłkarzy. Obecnym właścicielem oraz sponsorem, jest właściciel firmy Jandar, Dariusz Łata. KSZO 1929 Ostrowiec Świętokrzyski wystartowało z ligi okręgowej, gdzie już w pierwszym sezonie odniosło sukces, przegrywając tylko jedno spotkanie. Obecnie klub występuje w rozgrywkach III ligi grupy IV.

## Kadra w sezonie 2020/21
Stan na 17 sierpnia 2020 r.
| Nr | Poz. | Piłkarz          |
| -- | ---- | ---------------- |
| 1  | BR   | Karol Szymkowiak |
| 12 | BR   | Paweł Lipiec     |
| 2  | OB   | Jakub Głaz       |
| 4  | OB   | Damian Mężyk     |
| 5  | OB   | Robert Majewski  |
| 6  | OB   | Kacper Dereń     |
|    | OB   | Mateusz Wróbel   |
|    | OB   | Jakub Wasilewski |
| 27 | OB   | Dawid Chudyba    |
| 8  | PO   | Jan Imiołek      |
| 10 | PO   | Wojciech Trochim |
| 11 | PO   | Mateusz Mąka     |

| Nr | Poz. | Piłkarz             |
| -- | ---- | ------------------- |
| 16 | PO   | Tomasz Persona      |
| 17 | PO   | Konrad Zaklika      |
| 18 | PO   | Paweł Kaczmarek     |
| 19 | PO   | Marcin Kaczmarek    |
| 23 | PO   | Kacper Ziółkowski   |
| 33 | PO   | Bartosz Szydłowski  |
|    | PO   | Dawid Szymański     |
| 7  | NA   | Jakub Chrzanowski   |
| 19 | NA   | Michał Paluch       |
| 99 | NA   | Szymon Stanisławski |

Sztab szkoleniowy
- Trener:  Tadeusz Krawiec
- Asystent trenera:  Jarosław Pacholarz
- Kierownik drużyny:  Rafał Borek

## Osiągnięcia
Rozgrywki ligowe
- I liga:
  - 13. miejsce1: 2001/2002.
  - 15. miejsce: 2002/2003.
  - 17. miejsce: 1997/1998.
- II liga:

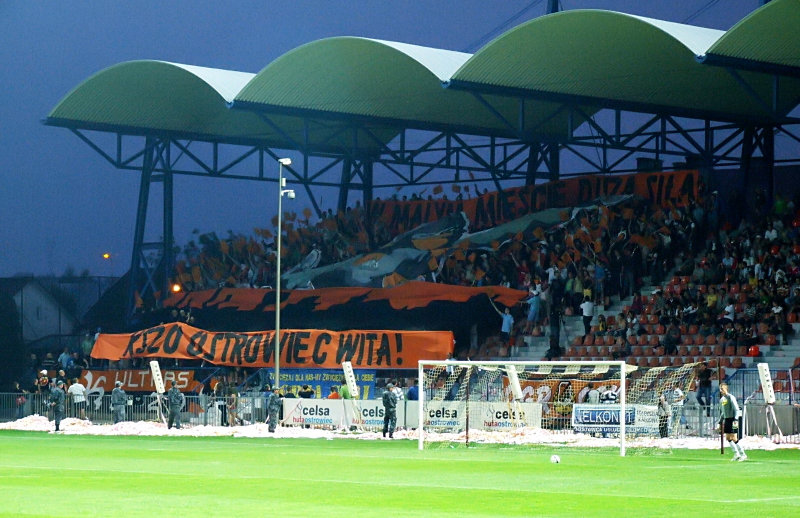
Oprawa kibiców KSZO podczas meczu z Sandecją Nowy Sącz w sezonie 2008/2009

  - 2. miejsce (2): 1996/19972, 2000/2001.
  - 4. miejsce: 1998/19992.

Rozgrywki pucharowe
- Puchar Polski:
  - 1/8 finału (3): 2004/2005, 2010/2011, 2016/2017.
- Puchar Ligi:
  - IV runda: 2001/2002.
  - II runda: 2000/2001.
- Puchar Polski na szczeblu regionalnym – Kielecki Okręgowy Związek Piłki Nożnej, Świętokrzyski Związek Piłki Nożnej:
  - Zdobywca (11): 1953, 1969/1970, 1977/1978, 1990/1991[35], 2012/2013, 2015/2016, 2016/2017, 2018/2019, 2019/2020, 2020/2021, 2022/2023.

Objaśnienia:
1. Formalnie 5. miejsce w grupie spadkowej.
2. W grupie wschodniej.

## Historia występów w rozgrywkach ligowych
Źródła:
| sezon                       | liga                              | poziom ligowy | miejsce          | punkty           | bramki           | uwagi            |
| --------------------------- | --------------------------------- | ------------- | ---------------- | ---------------- | ---------------- | ---------------- |
| 1932                        | klasa C                           | IV            | brak danych      | brak danych      | brak danych      | awans            |
| 1933                        | klasa B                           | III           | brak danych      | brak danych      | brak danych      |                  |
| 1934                        | klasa B                           | III           | brak danych      | brak danych      | brak danych      | awans            |
| brak danych z lat 1935-1957 |                                   |               |                  |                  |                  |                  |
| 1957                        | III liga, gr. łódzko-kielecka     | III           | 9/14             | 23               | 44:50            |                  |
| 1958                        | III liga, gr. kielecka            | III           | 5/10             | 18               | 31:38            | [ a ]            |
| 1959                        | liga okręgowa, gr. kielecka       | III           | 6/10             | 19               | 28:34            |                  |
| 1960                        | liga okręgowa, gr. kielecka       | III           | 4/10             | 19               | 46:36            | [ b ]            |
| 1960/1961                   | liga okręgowa, gr. kielecka       | III           | 8/12             | 20               | 56:39            |                  |
| 1961/1962                   | liga okręgowa, gr. kielecka       | III           | 1/12             | 35               | 55:21            | [ c ]            |
| 1962/1963                   | liga okręgowa, gr. kielecka       | III           | 2/12             | 29               | 57:18            |                  |
| 1963/1964                   | liga okręgowa, gr. kielecka       | III           | 9/12             | 18               | 26:35            |                  |
| 1964/1965                   | liga okręgowa, gr. kielecka       | III           | 7/12             | 22               | 43:37            |                  |
| 1965/1966                   | liga okręgowa, gr. kielecka       | III           | 5/12             | 25               | 59:33            | [ d ]            |
| 1966/1967                   | liga okręgowa, gr. kielecka       | IV            | 1/10             | 31               | 44:9             | awans            |
| 1967/1968                   | III liga, gr. II                  | III           | 5/16             | 33               | 42:40            |                  |
| 1968/1969                   | III liga, gr. II                  | III           | 12/16            | 27               | 35:44            |                  |
| 1969/1970                   | III liga, gr. II                  | III           | 14/16            | 28               | 28:43            | spadek           |
| 1970/1971                   | liga okręgowa, gr. kielecka       | IV            | 1/14             | 41               | 52:24            | awans            |
| 1971/1972                   | III liga, gr. II                  | III           | 11/16            | 29               | 26:31            |                  |
| 1972/1973                   | III liga, gr. II                  | III           | 11/16            | 28               | 30:32            | [ a ]            |
| 1973/1974                   | liga okręgowa, gr. kielecka       | III           | 2/15             | 39               | 48:21            |                  |
| 1974/1975                   | liga okręgowa, gr. kielecka       | III           | 4/14             | 35               | 56:20            |                  |
| 1975/1976                   | liga okręgowa, gr. kielecka       | III           | 7/14             | 27               | 32:30            | [ e ]            |
| 1976/1977                   | klasa wojewódzka, gr. kielecka    | IV            | 1/?              | brak danych      | brak danych      | awans            |
| 1977/1978                   | III liga, gr. III                 | III           | 6/14             | 28               | 27:24            |                  |
| 1978/1979                   | III liga, gr. III                 | III           | 6/15             | 28               | 45:25            |                  |
| 1979/1980                   | III liga, gr. III                 | III           | 7/14             | 28               | 26:19            | spadek           |
| brak danych z lat 1980-1983 |                                   |               |                  |                  |                  |                  |
| 1983/1984                   | III liga, gr. VII                 | III           | 6/14             | 27               | 32:36            |                  |
| 1984/1985                   | III liga, gr. VII                 | III           | 12/14            | 19               | 18:28            | spadek           |
| brak danych z lat 1985-1990 |                                   |               |                  |                  |                  |                  |
| 1990/1991                   | III liga, gr. VI                  | III           | 14/16            | 22               | 31:52            |                  |
| 1991/1992                   | III liga, gr. V                   | III           | 3/16             | 40               | 45:29            |                  |
| 1992/1993                   | III liga, gr. V                   | III           | 8/16             | 29               | 34:38            |                  |
| 1993/1994                   | III liga, gr. IV                  | III           | 12/16            | 25               | 36:53            |                  |
| 1994/1995                   | III liga, gr. IV                  | III           | 1/16             | 47               | 60:16            | awans            |
| 1995/1996                   | II liga, gr. II                   | II            | 13/18            | 43               | 37:52            | [ f ]            |
| 1996/1997                   | II liga, gr. wschodnia            | II            | 2/18             | 70               | 67:37            | awans            |
| 1997/1998                   | I liga                            | I             | 17/18            | 24               | 24:47            | spadek           |
| 1998/1999                   | II liga, gr. wschodnia            | II            | 4/15             | 54               | 45:23            |                  |
| 1999/2000                   | II liga                           | II            | 12/24            | 63               | 50:45            |                  |
| 2000/2001                   | II liga                           | II            | 2/20             | 76               | 61:33            | awans            |
| 2001/2002                   | I liga                            | I             | 13/16            | 25               | 28:37            | [ g ] [ h ]      |
| 2002/2003                   | I liga                            | I             | 15/16            | 15               | 21:63            | spadek           |
| 2003/2004                   | II liga                           | II            | wyniki anulowane | wyniki anulowane | wyniki anulowane | [ i ] [ j ]      |
| 2004/2005                   | II liga                           | II            | 10/18            | 50               | 43:41            |                  |
| 2005/2006                   | II liga                           | II            | 9/18             | 46               | 37:41            |                  |
| 2006/2007                   | II liga                           | II            | 11/18            | 40               | 27:30            | karna degradacja |
| 2007/2008                   | III liga, gr. IV                  | III           | 6/17             | 51               | 46:25            | [ k ]            |
| 2008/2009                   | II liga, gr. wschodnia            | III           | 1/18             | 65               | 52:23            | awans            |
| 2009/2010                   | I liga                            | II            | 8/18             | 46               | 37:46            |                  |
| 2010/2011                   | I liga                            | II            | 16/18            | 36               | 32:43            | spadek           |
| 2011/2012                   | II liga, gr. wschodnia            | III           | 16/16            | 24               | 16:56            | [ l ]            |
| 2011/2012                   | klasa okręgowa, gr. świętokrzyska | VI            | 1/16             | 77               | 86:18            | , awans          |
| 2012/2013                   | IV liga, gr. świętokrzyska        | V             | 1/16             | 68               | 55:22            | awans            |
| 2013/2014                   | III liga, gr. VII                 | IV            | 11/18            | 43               | 35:39            |                  |
| 2014/2015                   | III liga, gr. VII                 | IV            | 5/18             | 58               | 48:33            |                  |
| 2015/2016                   | III liga, gr. VII                 | IV            | 2/18             | 65               | 66:27            |                  |
| 2016/2017                   | III liga, gr. IV                  | IV            | 4/18             | 61               | 48:35            |                  |
| 2017/2018                   | III liga, gr. IV                  | IV            | 3/18             | 64               | 50:31            |                  |
| 2018/2019                   | III liga, gr. IV                  | IV            | 6/18             | 51               | 49:41            |                  |
| 2019/2020                   | III liga, gr. IV                  | IV            | 13/18            | 24               | 21:21            | [ n ]            |
| 2020/2021                   | III liga, gr. IV                  | IV            | 9/21             | 61               | 63:50            |                  |
| 2021/2022                   | III liga, gr. IV                  | IV            | 8/18             | 51               | 41:39            |                  |
| 2022/2023                   | III liga, gr. IV                  | IV            | 4/18             | 58               | 61:36            |                  |
| 2023/2024                   | III liga, gr. IV                  | IV            | 8/18             | 49               | 48:44            |                  |

## Statystyki KSZO w ekstraklasie

### Poszczególne sezony
| Sezon     | Grupa             | Msc. | M  | Z  | R  | P  | Bramki     | +/–  | Pkt.  | Najlepszy strzelec                                 | Źródła        |
| --------- | ----------------- | ---- | -- | -- | -- | -- | ---------- | ---- | ----- | -------------------------------------------------- | ------------- |
|           |                   |      |    |    |    |    |            |      |       |                                                    |               |
| 1997/1998 | –                 | 17 ↓ | 34 | 6  | 6  | 22 | 24–47      | -23  | 24    | Mirosław Budka (6 goli)                            | [ 39 ]        |
|           |                   |      |    |    |    |    |            |      |       |                                                    |               |
| 2001/2002 | gr. Agr. spadkowa | 65   | 14 | 4  | 35 | 75 | 14–1814–19 | -4-5 | 15171 | Tomasz Żelazowski (7 goli)Jacek Dąbrowski (3 gole) | [ 40 ] [ 41 ] |
| 2002/2003 | –                 | 15 ↓ | 30 | 4  | 3  | 23 | 21–63      | -42  | 15    | Mirosław Budka (4 gole)                            | [ 42 ]        |
|           |                   |      |    |    |    |    |            |      |       |                                                    |               |
| Razem     | –                 | –    | 92 | 18 | 17 | 57 | 73–147     | -74  | 71    | Tomasz Żelazowski (13 goli)2                       | –             |

Objaśnienia:
1. Grę w grupie spadkowej KSZO rozpoczął z dorobkiem ośmiu punktów na koncie. Wynikało to z przepisów, zgodnie z którymi punkty uzyskane w pierwszej fazie rozgrywek (grupie A) pomniejszono o 50% i zaokrąglono. Na koniec sezonu KSZO miał więc w grupie spadkowej 25 punktów (8 + 17).
2. Tomasz Żelazowski z dorobkiem 13 goli na koncie jest najskuteczniejszym zawodnikiem KSZO w I lidze. Zawodnikiem mającym najwięcej rozegranych spotkań w najwyższym poziomie rozgrywkowym w historii ostrowieckiego klubu jest z kolei Tadeusz Krawiec (76 meczów).

### Piłkarze
Sezon 1997/1998
Opracowano na podstawie materiału źródłowego:
Bramkarze: Tomasz Dymanowski, Janusz Jojko, Tomasz Kwedyczenko.
Obrońcy: Sławomir Adamus, Wiesław Bartkowski, Robert Cieciura, Mariusz Jop, Rafał Lasocki, Marek Misiewicz, Benedykt Nocoń, Tomasz Smorągiewicz, Zbigniew Wachowicz, Krzysztof Złotek.
Pomocnicy: Arkadiusz Bilski, Mirosław Budka, Develous Ebot (Kamerun), Marek Graba, Gocza Gudżabidze (Gruzja), Paweł Kaczorowski, Dariusz Karwacki, Wojciech Klich, Damian Kot, Tadeusz Krawiec, Jarosław Mosiołek, Piotr Stokowiec.
Napastnicy: Dariusz Brytan, Grzegorz Klepacz, Dariusz Solnica, Tomasz Żelazowski, Rafał Maj, Jacek Mazur, Arnold Sinju (Kamerun).
Sezon 2001/2002
Opracowano na podstawie materiału źródłowego:
Bramkarze: Janusz Jojko, Paweł Kapsa, Waldemar Piątek.
Obrońcy: Przemysław Cichoń, Jerzy Gąsior, Marcin Kaczorowski, Zbigniew Kowalski, Rafał Lasocki, Dariusz Pietrasiak, Jarosław Popiela, Mirosław Siara, Mariusz Unierzyski, Marcin Wróbel.
Pomocnicy: Sérgio Batata (Brazylia), Arkadiusz Bilski, Jacek Dąbrowski, Łukasz Gorszkow, Tadeusz Krawiec, Jakub Smolak, Marek Sokołowski, Artur Toborek, Zbigniew Wyciszkiewicz.
Napastnicy: Piotr Cetnarowicz, Daniel Grębowski, Wojciech Małocha, Bogdan Pikuta, Dariusz Solnica, Tomasz Żelazowski.
Sezon 2002/2003
Opracowano na podstawie materiału źródłowego:
Bramkarze: Tomasz Dymanowski, Janusz Jojko, Rafał Kwapisz, Waldemar Piątek.
Obrońcy: Kamil Bąk, Przemysław Cichoń, Marcin Kaczorowski, Artur Kościuk, Zbigniew Kowalski, Rafał Lasocki, Klaudiusz Łatkowski, Mariusz Malinowski, Dariusz Pietrasiak, Jarosław Popiela, Marcin Rogalski, Joško Samardžić (Chorwacja), Mirosław Siara, Mariusz Unierzyski, Marcin Wróbel.
Pomocnicy: Arkadiusz Bilski, Mirosław Budka, Sunday Ibrahim (Nigeria), Mirosław Kalita, Tadeusz Krawiec, Kamil Kutryba, Łukasz Leszczyński, Radosław Mikołajek, Przemysław Ryński, Grzegorz Sadłowski, Marek Sokołowski, Piotr Stokowiec, Tomasz Szmuc, Paweł Zajączkowski.
Napastnicy: Daniel Grębowski, Maxwell Kalu (Norwegia), Wojciech Małocha, Tomasz Żelazowski, Paweł Madej, Marcin Szczygieł.

### Frekwencja – mecze domowe
Na meczach domowych KSZO w I lidze trzykrotnie zanotowano frekwencję wynoszącą 12 tys. kibiców – było to w sezonie 1997/1998 w spotkaniach z Odrą Wodzisław Śląski (3:1), wicemistrzem kraju Legią Warszawa (0:1) oraz obrońcą tytułu mistrza Polski i uczestnikiem fazy grupowej Ligi Mistrzów w poprzednim sezonie Widzewem Łódź (2:0).
Najniższa frekwencja na meczach KSZO w Ostrowcu Świętokrzyskim była notowana w rundzie wiosennej sezonu 2002/2003, kiedy klub przegrał wszystkie 15 meczów. Ostatnie domowe spotkanie KSZO w I lidze (31 maja 2003 z Wisłą Płock; 0:2) oglądało 2 tys. kibiców.